# Nati nel 1231
| Questa pagina contiene informazioni ricavate automaticamente dalle voci biografiche con l'ausilio del template Bio e di un bot. L'aggiornamento è periodico e automatico e ricostruisce completamente la pagina. Se manca una persona in questa lista, sei pregato di non aggiungerla, ma accertati piuttosto che la sua voce biografica contenga il template Bio e che i dati anagrafici siano correttamente compilati. Se il template Bio manca, inseriscilo tu stesso o, in alternativa, metti l'avviso {{tmp\|Bio}} che ne segnala la mancanza. Se i dati riportati sono sbagliati, correggi direttamente la voce biografica; le modifiche saranno visibili in questa lista entro pochi giorni. Per chiarimenti vedi il progetto biografie. La lista contiene solo le 9 persone che sono citate nell'enciclopedia e per le quali è stato implementato correttamente il template Bio. Pagina aggiornata al 18 giu 2025. |

- 17 marzo - Shijō, imperatore giapponese († 1242)
- Giovanni di Borgogna-Borbone, conte († 1268)
- Guo Shoujing, astronomo, ingegnere e matematico cinese
- Iolanda di Vianden, religiosa lussemburghese († 1283)
- Roger Mortimer, I barone di Wigmore, nobile e militare britannico († 1282)
- Giacomo Salomoni, presbitero italiano († 1314)
- Tommaso degli Stefani, pittore italiano († 1310)
- Giovanni de Warenne, VI conte di Surrey, nobile e militare britannico († 1304)
- Filippo di Castiglia, principe e arcivescovo spagnolo